# Коромальди, Лев Львович
Лев Львович Коромальди (1870—1920) — российский кораблестроитель, проектировщик, конструктор и строитель кораблей различного ранга и класса для Российского императорского флота; первым среди русских кораблестроителей проанализировал и определил влияние бронирования крупных кораблей на их плавучесть и остойчивость, впервые выдвинул идею расслоения вертикального бронирования военных кораблей на внутреннее и внешнее; главный корабельный инженер судостроительного завода «Руссуд», полковник Корпуса корабельных инженеров.

## Биография
Коромальди Лев Львович родился 23 августа 1870 года в дворянской семье с итальянскими корнями.
В 1888 году поступил в Техническое училище Морского ведомства в Кронштадте, которое окончил в 1891 году и был произведён в младшие помощники судостроителя и направлен для дальнейшего прохождения службы в Николаевское адмиралтейство, где участвовал в строительстве броненосцев «Двенадцать Апостолов» и «Три Святителя». В 1893 году переведён в Санкт-Петербург на верфь Галерного острова, где под руководством корабельных инженеров Е. П. Андрущенко и Н. И. Афанасьева принимал участие в постройке броненосцев «Севастополь» и «Петропавловск».
В 1894—1895 годах совместно с кораблестроителем И. Г. Бубновым разработал проект (под девизом «Порт Дуэ») океанского бронепалубного крейсера типа «Диана», который стал победителем в конкурсе, объявленном Морским техническим комитетом. Авторы проекты были награждены премией в 2500 рублей.
В 1896 году с отличием окончил кораблестроительное отделение Николаевской морской академии. С 1896 по 1903 годы руководил строительством миноносцев и эскадренных миноносцев на Невском судостроительном и машиностроительном заводе.
В 1904 году предложил проект карликовой подводной лодки с мускульным приводом, названной «подводной минной шлюпкой». По проекту лодка, водоизмещением около 8 тонн, доставлялась в район боевых действий на борту быстроходного корабля. Экипаж из 4-х человек располагался в лодке друг за другом, вращением педалей ножного привода двух гребных винтов лодка выходила на боевую позицию для стрельбы двумя 381-мм торпедами Шварцкопфа. Проект реализован не был и остался только на бумаге.
После завершения русско-японской войны, в 1906—1907 годах первым среди русских кораблестроителей проанализировал и определил влияние бронирования крупных кораблей в части обеспечения их плавучести и остойчивости, впервые выдвинул идею расслоения вертикального бронирования военных кораблей на внутреннее и внешнее в своей статье «Цусимский бой и бронирование кораблей». В данной статье Коромальди доказывал, что основной причиной гибели русских кораблей в Цусимском сражении были не чрезмерная перегрузка, а малый запас плавучести и малая устойчивость из-за их «низкобортности» Предложения Коромальди, выступавшего за переход к толстой тыльной бронированной противоосколочной продольной переборке за главным бортовым бронированием, были впоследствии развиты кораблестроителями А. Н. Крыловым и И. Г. Бубновым при создании проектов русских дредноутов для Балтийского флота.
В апреле 1906 года произведён в младшие судостроители, в 1907 году переаттестован в подполковники.
В 1908 году на конкурсе проектов первого русского дредноута спроектированный им линкор под девизом «Дальний Восток» занял второе место, первое место в конкурсе занял один из десяти вариантов проекта известной германской судостроительной фирмы «Блом унд Фосс». 16 июня 1909 года на Адмиралтейском заводе Коромальди заложил линейный корабль «Гангут» (с 1925 года «Октябрьская революция»), который был спущен на воду 24 сентября 1911 года.
6 декабря 1910 года произведён в чин полковника Корпуса корабельных инженеров. С октября 1911 года служил в коммерческом флоте Главным корабельным инженером судостроительного завода «Руссуд» в Николаеве, строитель линкоров «Императрица Мария» (спущен на воду 1 ноября 1913 года) и «Император Александр III» (спущен на воду 15 апреля 1914 года, в 1917 году переименован в «Волю»). Совместно с начальником Технического (проектно-технологического) бюро завода капитаном М. И. Сасиновским разработал рабочие чертежи линкора «Императрица Екатерина Великая», который строился в 1911—1915 годах на заводе Общества Николаевских заводов и верфей. С 1917 года Коромальди работал в Петрограде, на Невском заводе руководил постройкой эсминцев типа «Сильный».
После Октябрьской революции Лев Львович Коромальди уехал в Николаев, где умер от сыпного тифа 22 февраля 1920 года.

## Корабли, построенные Л. Л. Коромальди
|                        |  |                                   |  |                                         |
| Линкор «Гангут» (1911) |  | Линкор «Императрица Мария» (1913) |  | Линкор «Император Александр III» (1914) |

## Награды
- орден Святого Станислава 3 степени (1 апреля 1901);
- орден Святого Станислава 2 степени (1911);
- орден Святой Анны 2 степени (6 декабря 1913);
- серебряная медаль «В память царствования императора Александра III» (1896);
- светло-бронзовая медаль «В память 300-летия царствования дома Романовых» (1913);
- светло-бронзовая медаль «В память 200-летия морского сражения при Гангуте» (1915)[1][11].